# Weymann WEL-80
Le Weymann WEL-80 (aussi désigné Weymann-Lepère WEL-80) R.2 était un avion de reconnaissance français biplace, construit pour un concours lancé par le gouvernement français en 1928. Il n'a pas remporté cette compétition et n'a pas été produit en série.